# Lucy Webb Hayes
Lucy Webb Hayes (anglès: Lucy Hayes)  (Chillicothe, 28 d'agost de 1831 - Fremont, 25 de juny de 1889), de vegades coneguda com Lemonade Lucy, nascuda Webb, va ser la dona del president dels Estats Units Rutherford Birchard Hayes i primera dama dels Estats Units de 1877 a 1881.

## Biografia
Filla del Dr. James Webb i Maria Cook-Webb, Lucy va néixer a Chillicothe, Ohio i és descendent de set veterans de la Revolució Americana. El seu pare va morir quan encara era una nena. Es va traslladar amb la seva mare a Delaware on va conèixer Rutherford B. Hayes el 1847. Més tard aquell any, va ingressar al Wesleyan Women's College (avui Ohio Wesleyan University) a Delaware (classe de 1850); es converteix així en la primera dama que va obtenir una diplomatura. En aquest moment, Hayes practicava l'advocacia a Cincinnati, i els dos van començar a sortir seriosament. Li va proposar matrimoni el juliol de 1851.
El 30 de desembre de 1852, Rutherford Hayes, de 30 anys, es va casar amb Lucy Webb, de 21 anys, a la casa de la mare de la núvia a Cincinnati. Després del casament, realitzat pel doctor L.D. McCabe de Delaware, la parella va anar de lluna de mel a casa de la germana i el cunyat del nuvi a Columbus.
Els Hayes van tenir diversos fills, dels quals quatre fills i una filla van sobreviure fins a l'edat adulta.
- Sardis "Birchard Austin" Birchard Hayes (1853 - 1926) - advocat. Nascut a Cincinnati, es va graduar a la Universitat de Cornell el 1874 i a Harvard el 1877. Es va traslladar a Toledo on es va enriquir com a agent immobiliari i advocat financer.
- James "Webb" Cook" Webb Hayes (1856 - 1934) - home de negocis, soldat. Nascut a Cincinnati, va seguir el seu germà a Cornell i es va convertir en el secretari presidencial del seu pare després de graduar-se. Més tard va ajudar a muntar una petita empresa que més tard es va convertir en Union Carbide. Durant la guerra hispano-estatunidenca, va servir a Cuba, Puerto Rico i les Filipines.
- Rutherford Platt Hayes (1858 - 1931) - bibliotecari. Nascut a Cincinnati, va estudiar a la Universitat de Michigan, es va graduar a la Universitat de Cornell el 1880 i va fer estudis de postgrau al Massachusetts Institute of Technology de Boston. Va treballar durant un temps com a dependent d'un banc a Fremont, però més tard es va dedicar al desenvolupament de biblioteques. També va ajudar a transformar Asheville, Carolina del Nord, en un centre de salut i complex turístic.
- Frances "Fanny" Hayes-Smith (1867 - 1950). Nascuda a Cincinnati, es va educar en una escola privada de noies a Farmington, Connecticut. Es va casar amb l'alférez Harry Eaton Smith de Fremont el 1897, que més tard es va convertir en instructor a l'Acadèmia Naval dels Estats Units.
- Scott Russell Hayes (1871 - 1923) - home de negocis. Nascut a Cincinnati, encara era jove durant la presidència del seu pare. Quan tenia sis anys, ell i la seva germana van organitzar per a altres nens a Washington DC la primera caça d'ous de Pasqua feta a la gespa de la Casa Blanca. Es va convertir en executiu d'una companyia de ferrocarrils a Nova York.

Lucy, una ferotge opositora de l'esclavitud, va influir en la decisió del seu marit d'abandonar el Partit Whig pel Partit Republicà antiesclavista. Durant la Guerra Civil, visitava sovint el seu marit al camp de batalla. Mentre el seu marit era governador d'Ohio, va ajudar a fundar la Casa dels Orfes de Soldats a Xenia.
Com a primera dama, va fer campanya per la moderació de l'alcohol a la Casa Blanca. Prohibeix totes les begudes alcohòliques, excepte a la recepció que es va fer al gran duc Aleksei Aleksàndrovitx de Rússia l'any 1877 on es va servir vi. La Women's Christian Temperance Union va aclamar la seva política i li va encarregar un retrat per agrair-li, que ara es troba penjat a la Casa Blanca. També va iniciar el costum de buscar ous de Pasqua a la gespa de la Casa Blanca. Una devota metodista, recitava oracions amb el president després de dinar i cantava himnes amb el gabinet i els membres del Congrés els diumenges al vespre.
El punt culminant de la vida dels Hayes a la Casa Blanca va ser el seu aniversari de noces de plata, durant el qual la primera dama i el president van renovar els seus vots davant de molts convidats ja presents al seu casament.
El 1881 es va retirar a Spiegel Grove a Fremont, amb el president. Va morir d'un ictus el 25 de juny de 1889 i va ser enterrada a Spiegel Grove. Aleshores es van posar les banderes a mig pal en honor a "la dona més estimada d'Amèrica".

## Representació en obres de ficció
Al musical 1600 Pennsylvania Avenue de Leonard Bernstein, la primera dama canta el Duet for One, en què la senyora Grant es transforma en Lucy Webb Hayes.
A l'àlbum de còmics de Sarah Bernhardt, Lucky Luke, la dona del president Rutherford B. Hayes es presenta com una d'aquelles que desaprova la gira pels Estats Units realitzada per l'actriu Bernhardt. Aleshores, la Primera Dama es disfressa de George per infiltrar-se en el seguici de Sarah per tal de sabotejar el seu projecte, tot i que acaba acceptant-lo després que els encants i les cançons de l'actriu francesa emocionessin una tribu índia hostil. L'esposa del president no s'anomena al llibre i, per tant, es podria considerar un personatge purament fictici si no fos per les moltes semblances que ella i el seu marit tenen amb Rutherford i Lucy Hayes. El mateix Hayes és representat com un home sorprès per l'hostilitat de la seva dona cap a Sarah, repetint el mateix discurs una vegada i una altra fins i tot en absència de públic.